# Stolen (film)
Stolen är en amerikansk actionthriller från 2012, regisserad av Simon West. Filmen har bl.a. Nicolas Cage, Danny Huston, Malin Åkerman, Sami Gayle och Josh Lucas i rollerna.

## Rollista
| Nicolas Cage  | – Will Montgomery   |
| Danny Huston  | – Tim Harland       |
| Malin Åkerman | – Riley Jeffers     |
| Sami Gayle    | – Alison Montgomery |
| Mark Valley   | – Fletcher          |
| M.C. Gainey   | – Hoyt              |
| Josh Lucas    | – Vincent Kinsey    |
| Dan Braverman | – LeFleur           |
| Jon Eyez      | – Bertrand          |